# Jimmy Casper

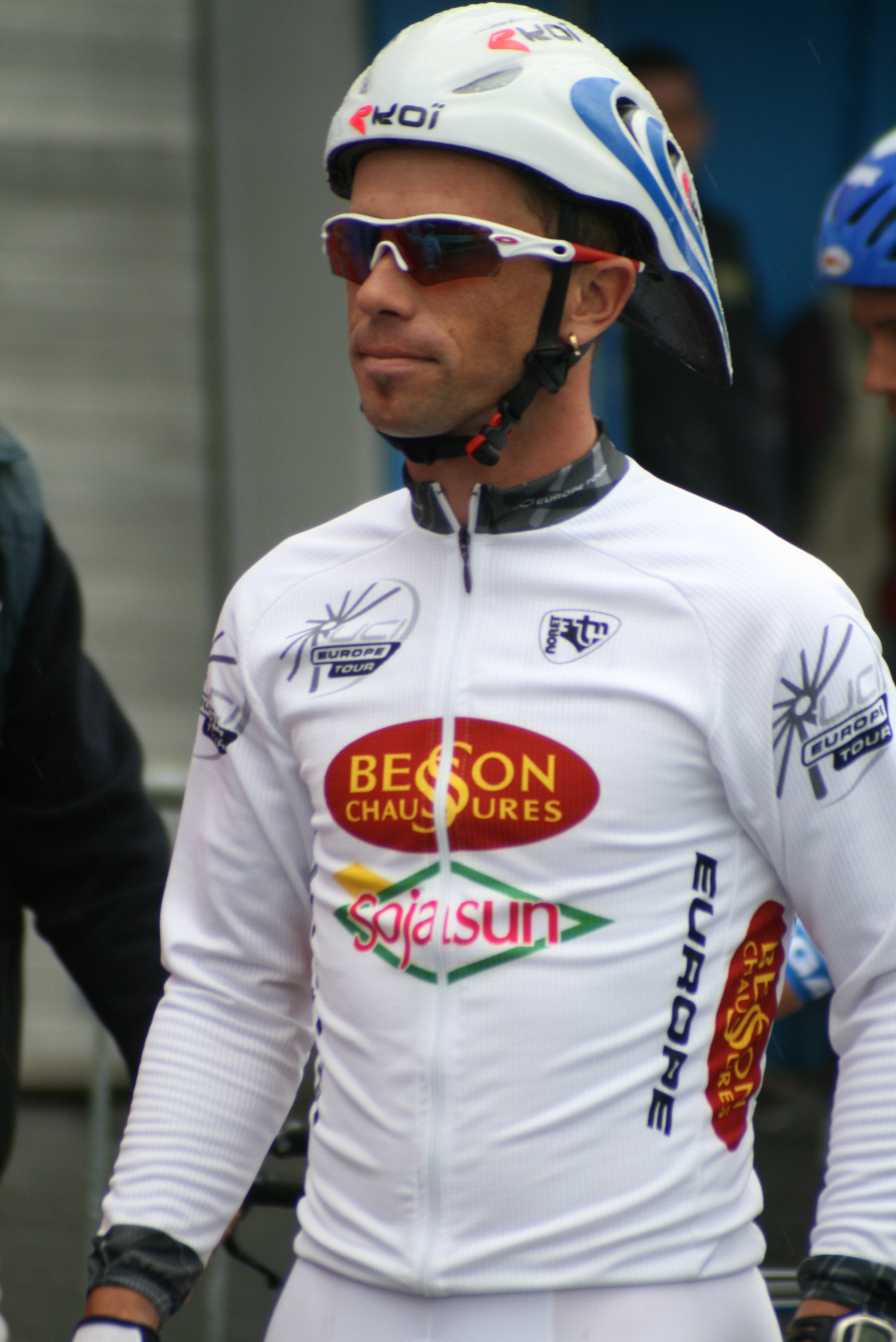
Jimmy Casper en 2009.

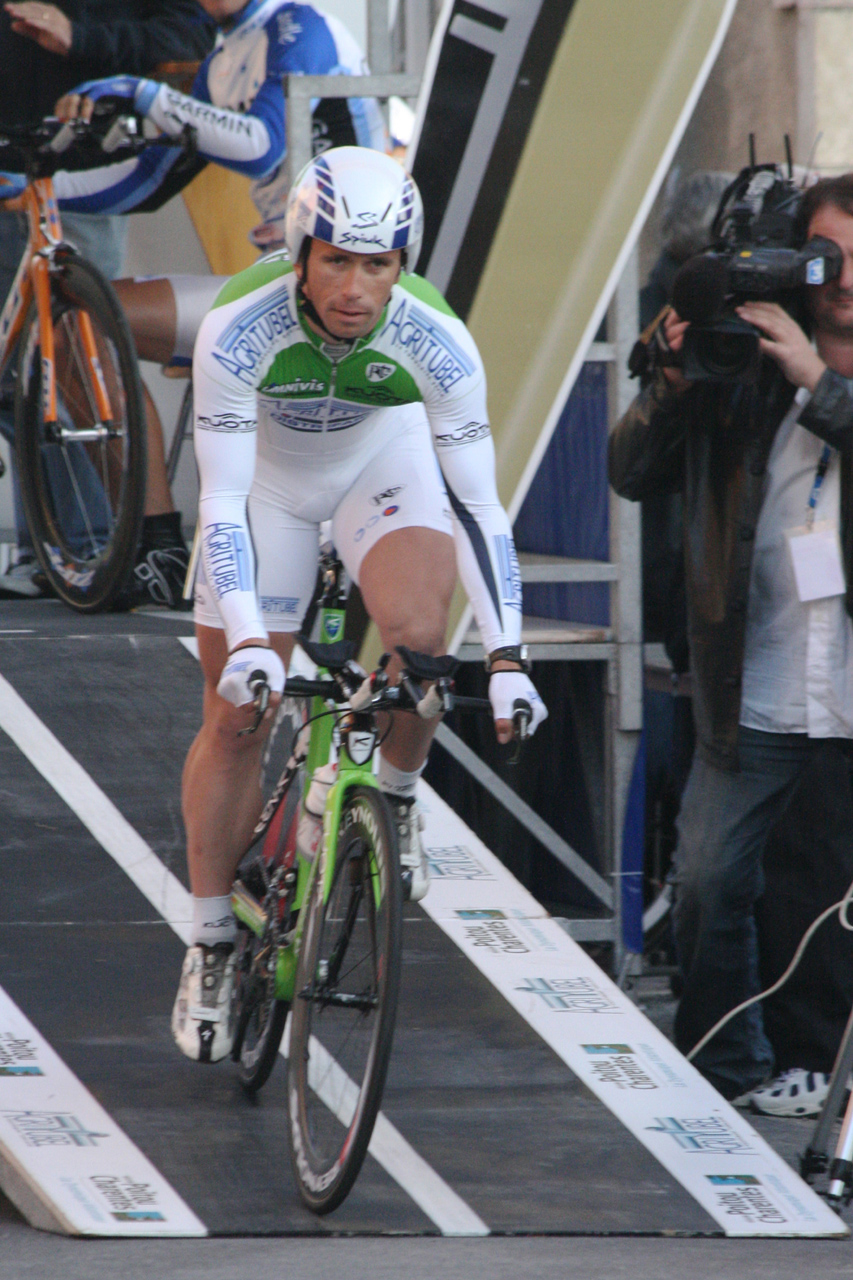
Jimmy Casper en el Tour de Poitou-Charentes 2008.

Jimmy Casper (Montdidier, 28 de mayo de 1978) es un ciclista francés que fue profesional entre 1998 y 2012.

## Trayectoria
Debutó como ciclista profesional en la temporada 1998 con el equipo francés del Française des Jeux.
Era un destacado esprínter, con un palmarés muy extenso, pese a que no tuvo prácticamente victorias en pruebas de primer nivel. Su victoria más importante la consiguió en la primera etapa del Tour de Francia 2006, con final en Estrasburgo. Se impuso al esprint a grandes especialistas como Robbie McEwen, Erik Zabel y Daniele Bennati.	
Fue farolillo rojo, último clasificado, del Tour de Francia en dos ocasiones: en las ediciones de 2001 y 2004.
Tras su retirada, fue director deportivo del Armée de terre entre 2015 y 2017.

## Palmarés
| 1999 - 1 etapa de los Cuatro Días de Dunkerque - 1 etapa del Tour de l'Ain - 4 etapas de la Vuelta a Alemania 2001 - 1 etapa del Tour del Mediterráneo - 1 etapa del Circuit des Mines - 1 etapa de la Ruta del Sur - 1 etapa del Tour de Poitou-Charentes 2002 - 1 etapa del G. P. Erik Breukink - Gran Premio Cholet-Pays de Loire - 1 etapa del Circuit des Mines - Campeonato de Flandes - 1 etapa del Tour del Porvenir 2003 - 1 etapa del Giro della Liguria - 1 etapa de los Tres Días de Flandes Occidental - 1 etapa del G. P. Erik Breukink 2004 - 1 etapa de los Cuatro Días de Dunkerque - 1 etapa del Tour de Picardie - 1 etapa de la Vuelta a Dinamarca - Campeonato de Flandes - Circuito Franco-Belga, más 1 etapa 2005 - 1 etapa de la Estrella de Bessèges - Gran Premio de Denain - Châteauroux Classic de l'Indre 2006 - Gran Premio de Denain - Tour de Picardie, más 1 etapa - 1 etapa del Tour de Francia - 3º en la Copa de Francia | 2007 - Le Samyn - Tres Días de Flandes Occidental, más 1 etapa 2008 - 1 etapa del Tour del Mediterráneo - 1 etapa del Circuito de Lorraine - 1 etapa de la Boucles de la Mayenne 2009 - 2 etapas de la Estrella de Bessèges - 1 etapa del Critérium Internacional - París-Camembert - Gran Premio de Denain - 1 etapa del Tour de Gironde - 1 etapa de la Ronde de l'Oise - 1 etapa de la Boucles de la Mayenne - Châteauroux Classic de l'Indre - Copa de Francia (ver nota) 2010 - 1 etapa del Tour de Omán - 1 etapa del Tour de Normandía - 1 etapa del Tour de Picardie - 1 etapa de la Vuelta a Bélgica - Val d'Ille U Classic 35 - 1 etapa de la Vuelta a Portugal - 1 etapa del Tour de Poitou-Charentes 2011 - Gran Premio de Denain - 1 etapa del Tour de Picardie - Boucles de la Mayenne, más 2 etapas - 1 etapa del Tour de l'Ain |

## Resultados en Grandes Vueltas y Campeonatos del Mundo
| Carrera         | Carrera         | 1998 | 1999 | 2000 | 2001  | 2002 | 2003 | 2004  | 2005  | 2006  | 2007 | 2008  | 2009 | 2010 | 2011 | 2012 |
| --------------- | --------------- | ---- | ---- | ---- | ----- | ---- | ---- | ----- | ----- | ----- | ---- | ----- | ---- | ---- | ---- | ---- |
|                 | Giro de Italia  | —    | —    | Ab.  | —     | —    | Ab.  | —     | —     | —     | —    | —     | —    | —    | —    | —    |
|                 | Tour de Francia | —    | Ab.  | —    | 144.º | Ab.  | Ab.  | 147.º | —     | 136.º | —    | F. c. | —    | —    | —    | —    |
|                 | Vuelta a España | —    | —    | —    | —     | —    | —    | —     | 125.º | —     | —    | —     | —    | —    | —    | —    |
| Mundial en Ruta | Mundial en Ruta | —    | —    | —    | —     | 6.º  | —    | —     | 114.º | —     | —    | —     | —    | —    | —    | —    |

—: no participa

Ab.: abandono

F. c.: fuera de control

## Equipos
- Française des Jeux (1998-2003)
- Cofidis, Le Crédit par Téléphone (2004-2006)
- Unibet.com (2007)
- Agritubel (2008)
- BSojasun (2009-2011)
  - Besson Chaussures-Sojasun (2009)
  - Saur-Sojasun (2010-2011)
- Ag2r La Mondiale (2012)